# George Montagu (4e duc de Manchester)
George Montagu, 4e duc de Manchester (6 avril 1737 – 2 septembre 1788) est un homme politique et diplomate britannique.

## Biographie
Il est le fils de Robert Montagu (3e duc de Manchester). Il est député pour le Huntingdonshire en 1761-1762. En 1782, il est nommé Conseiller Privé. Il signe la Paix de Paris (1783) pour la Grande-Bretagne, pour mettre fin à la Guerre d'indépendance des États-Unis.
Il épouse Elizabeth Dashwood (en), fille de James Dashwood, 2e baronnet, le 22 octobre 1762. Ils ont plusieurs enfants, dont:
- George Montagu, vicomte Mandeville (1763-1772)
- Caroline Montagu (en) (1770-1847), épouse de James Graham (3e duc de Montrose).
- William Montagu (5e duc de Manchester) (1771-1843)
- Frederick Montagu (1774-1827)